# Katya Sambuca
Katya Sambuca (nacida Yekaterina Mikhailova, 27 de agosto de 1991) es una cantante, actriz, presentadora de televisión y modelo erótica rusa. Está casada con Bob Jack, director de películas para adultos, y es un personaje de su novela Por-no!

## Biografía
Katya nació en San Petersburgo. Su padre era un trabajador de la construcción, mientras que su madre era una ex gimnasta. Tiene herencia estonia de su abuela materna. A los 15 años, Katya fue utilizada como modelo para una muñeca para niñas, "Bobby", fabricada en Londres.  Después de dejar la escuela se formó como cocinera. Mientras trabajaba en un restaurante de San Petersburgo conoció a Mick Jagger de The Rolling Stones, quien le dijo que cambiara la cocina por el modelaje y la invitó a venir a Estados Unidos con él.

## Vida personal
Katya recibió el nombre de " Sambuca " de Sergei Mikhailov, con quien se casó a la edad de 16 años. La pareja tiene una hija, Zvana, que lleva el nombre del hotel en Vóljov donde Mikhailov perdió su virginidad.

## Carrera
En 2011, Katya y su esposo salieron de gira con su espectáculo erótico, que contó con música house y trap. Actuaron en más de 70 ciudades de Europa. Katya se convirtió en una de las artistas más buscadas en el motor de búsqueda de Rusia Yandex, y apareció en las portadas de XXL (Ucrania) y Qoqo (Estonia, la sucesora de la edición estonia de Playboy).
En 2013, se convirtió en copresentadora del programa de tecnología Trendy Device, transmitido en el canal 2 × 2 de Rusia.
En agosto de 2014, Sambuca inició una organización benéfica de asesoramiento familiar en la ciudad estonia de Haapsalu, donde vive. Ofreció al presidente estonio presidente y a su esposa asesoramiento matrimonial gratuito después de que aparecieran imágenes de la primera dama en una situación íntima con otro hombre.
Katya es flautista y ha actuado como parte de una orquesta profesional.

### Juicio contra Philipp Plein
En 2014, el diseñador alemán Philipp Plein usó fotografías de desnudos de Katya, obtenidas sin permiso, en una línea de camisetas, lo que la llevó a amenazar con emprender acciones legales.

### Estatua de Haapsalu
En diciembre de 2014, el escultor de Moscú Alexander Wroblewski creó una estatua de bronce de la sirenita usando a Katya como inspiración. De 125 cm de altura y un peso de 175 kg, Katya la donó a la ciudad de Haapsalu, sugiriendo que podría impulsar la industria del turismo. El alcalde descartó la ubicación propuesta, en el paseo marítimo cercano al memorial de Tchaikovsky, por inapropiada, pero agregó que se podría encontrar otro lugar. Katya también desea construir hoteles, tiendas y un parque acuático para impulsar la reputación de la ciudad como centro turístico.

## Filmografía
| Año  | Título      | Papel            |
| ---- | ----------- | ---------------- |
| 2012 | Silicone    | cameo            |
| 2016 | Egor Shilov | Esposa de Trofim |

## Premios
- La chica más bella de VKontakte (2011)[21]
- Chica del año en XXL (2012)[9]
- Chica del año en Playboy/Qoqo (2012)[10]
- Premio Especial del Salón Erótico de Barcelona Klic-Klic, FICEB (2013)[22][23]